# Sophie Brouhon
Sophie Brouhon (Etterbeek, 7 februari 1972) is een Belgische politica voor de sp.a.

## Levensloop
Brouhon ging werken bij de studiedienst van de PS, de Franstalige tegenhanger van de sp.a. Van 2003 tot 2008 werkte ze ook als adjunct-kabinetschef en later kabinetschef op de kabinetten van ministers Johan Vande Lanotte (2003-2005), Freya Van den Bossche (2005-2007) en Michel Daerden (2007-2008). Van 2008 tot 2009 was ze regeringscommissaris van de Franse Gemeenschap. Ook werd ze onderzoeker bij de Université libre de Bruxelles.
Van 2009 tot 2014 zetelde Brouhon in het Brussels Hoofdstedelijk Parlement. Ze was de eerste Franstalige verkozene op een Nederlandse kieslijst in het Brussels Hoofdstedelijk Gewest. In 2012 cumuleerde ze 5 mandaten, die allen bezoldigd waren.